# Nackenstand

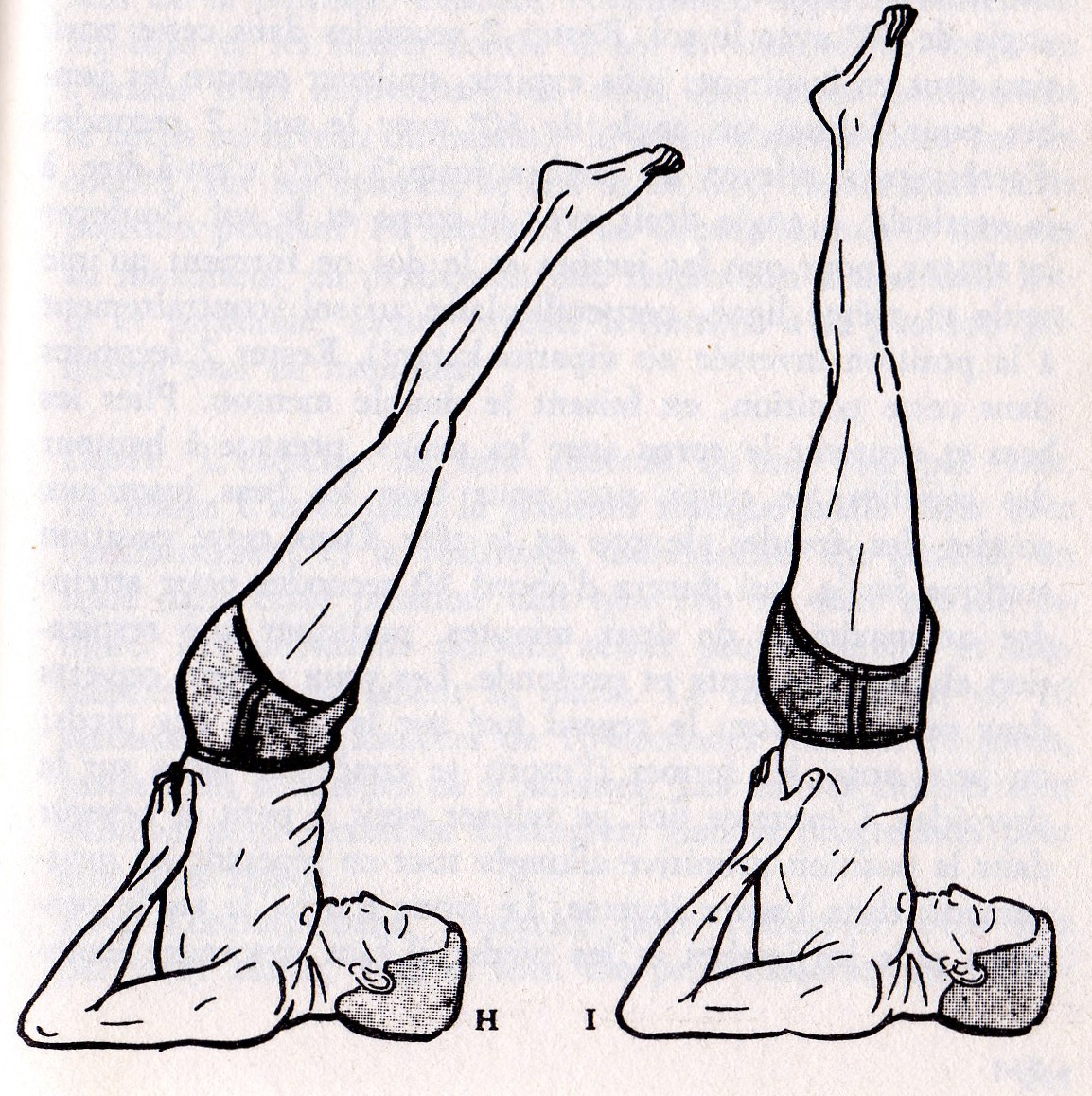
Der Nackenstand

Der Nackenstand, auch Schulterstand, im Turnerjargon Kerze, ist eine Gymnastikübung. Der Ausführende liegt am Rücken, streckt die Beine und den Rumpf senkrecht nach oben und stemmt die Hände in die Hüfte. Im Hatha Yoga ist die Übung ein Asana, also eine bestimmte Körperstellung, und wird als Sarvangasana bezeichnet.